# سوسک مبارز
سوسک مبارز (نام علمی: Xylotrupes gideon) سوسکی از زیرخانواده	سوسک‌های کرگدنی است.